# Goyán (Sarria)
Goyán (llamada oficialmente San Miguel de Goián) es una parroquia española del municipio de Sarria, en la provincia de Lugo, Galicia.

## Organización territorial
La parroquia está formada por ocho entidades de población, constando dos de ellas en el nomenclátor del Instituto Nacional de Estadística español:
- Airexe
- Cabezares
- Escarlán
- Lama (A Lama)
- Outeiro
- Peteiro (O Peteiro)
- Serra (A Serra)
- Vilalence

## Demografía
| Gráfica de evolución demográfica de Goyán entre 2000 y 2021 |
|                                                             |
| Datos según el nomenclátor publicado por el INE.            |